# The Mark of Cain (film, 1916)
Pour plus de détails, voir Fiche technique et Distribution.
The Mark of Cain est un film muet américain réalisé par Joseph De Grasse et sorti en 1916.

## Fiche technique
- Réalisation : Joseph De Grasse
- Scénario : Stuart Paton
- Chef-opérateur : King D. Gray
- Date de sortie : États-Unis : 7 août 1916

## Distribution
- Lon Chaney : Dick Temple
- Dorothy Phillips : Doris
- Frank Whitson : John Graham
- Gilmore Hammond : Jake
- T.D. Crittenden : Mr Wilson
- Gretchen Lederer : Mrs Wilson
- Lydia Yeamans Titus : la mère de Dick
- Mark Fenton : le père de Dick
- Georgia French : Baby Wilson
- J. H. Gilmour